# Месино
Месино — упразднённый посёлок в Заполярном районе Ненецкого автономного округа Российской Федерации. Входил на год упразднения в состав Приморско-Куйского сельсовета.
Возник в 1940-х годах как рыболовецкий посёлок, упразднён в 1960-х годах, в 21 веке рыбопромысловый участок.

## География
Посёлок располагался на одном из островов Печоры, в 20 километрах от деревни Коржи.

## История
Посёлок Месино был основан в 1940-х годах как пункт промысла и обработки сёмги и белой рыбы. Основной контингент его жителей составляли семьи переселенцев, прибывших в Ненецкий национальный округ из западных районов страны и из Архангельской области в 1943—1944 годах.
С установкой в 1958 году сёмужъего перекрытия на реке Печоре, с переходом на концентрированный лов сёмги и белой рыбы и централизованную рыбопереработку на Печорском рыбокомбинате, Месино утратило своё хозяйственное значение. Был закрыт рыбоприёмный пункт, жители стали переезжать в город Нарьян-Мар и в ближайшие населённые пункты, а переселенцы стали возвращаться на Родину.
В 1962 году в посёлке было 21 хозяйство, 62 жителя. В 1960-е годы посёлок прекратил своё существование.

## Население
В 1948 году в Месино проживали 58 человек, в 1950 году — 61, 1958 году — 96.

## Инфраструктура
В 1950 году в посёлке было 6 жилых домов, рыбоприёмный пункт Печорского рыбокомбината, радиостанция, клуб, магазин.